# Wieszowa

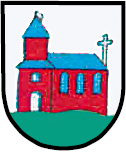
Nieoficjalny herb wsi Wieszowa

Wieszowa (niem. Wieschowa, Randsdorf 1935–1945) – wieś sołecka w Polsce położona w województwie śląskim, w powiecie tarnogórskim, w gminie Zbrosławice, o powierzchni 16,72 km². Na wzgórzu przy lesie rozpoczyna bieg potok Wieszówka, prawy dopływ Jelinki, uchodzącej do Dramy.
W latach 1945–1954 siedziba gminy Wieszowa. W latach 1975–1998 miejscowość należała administracyjnie do województwa katowickiego.

## Nazwa
Nazwa Wieszowa pochodzi od imienia Wiesz, będącego formą skróconą któregoś z imion złożonych typu Wielisław.
W okresie narodowego socjalizmu administracja III Rzeszy zmieniła w 1935 nazwę Wieschowa na ahistoryczne Randsdorf. Najpierw miała to być nazwa Hochkirche, lecz już istniała w Niemczech. W 1946 ustalono dzisiejszą nazwę wsi.

### Formy fleksyjne
Nazwa miejscowości odmienia się rzeczownikowo, analogicznie jak Warszawa, Częstochowa, Włoszczowa czy Wschowa, a więc dopełniacz brzmi Wieszowy, celownik i miejscownik Wieszowie, biernik Wieszowę.
Z powodu licznie pojawiających się błędów (stosowanie form przymiotnikowych: w dopełniaczu, celowniku i miejscowniku Wieszowej oraz w bierniku Wieszową), 28 maja 2002 zebranie wiejskie podjęło Uchwałę nr I/2002 w sprawie odmiany nazewnictwa miejscowości Wieszowa. Stanowisko to podziela prof. Jan Miodek.
Zdaniem dra Jana Grzeni obie formy są poprawne, jednak rzeczownikowa forma odmiany przeważa lokalnie i może być uznawana za wzorcową.
Zdaniem dr hab. Katarzyny Kłosińskiej z Uniwersytetu Warszawskiego tylko rzeczownikową odmianę nazwy Wieszowa należy uznać za prawidłową, gdyż występuje w Wykazie urzędowych nazw miejscowości i ich części oraz jest zakorzeniona w miejscowej tradycji.
Obowiązujące Obwieszczenie Ministra Spraw Wewnętrznych i Administracji z dnia 17 października 2019 r. w sprawie wykazu urzędowych nazw miejscowości i ich części uwzględnia wyłącznie odmianę rzeczownikową nazwy miejscowości.

## Historia
Miejscowość po raz pierwszy wzmiankowana została w spisanym za czasów biskupa Henryka z Wierzbna łacińskim dokumencie z około 1305 Liber fundationis episcopatus Vratislaviensis („Księga uposażeń biskupstwa wrocławskiego”) w grupie wsi zobowiązanych do płacenia dziesięciny biskupstwu we Wrocławiu, w postaci item in Wessowa sunt XXX mansi solventes fertones, sed nondum venit ad solucionem. Zapis ten oznaczał, że wieś posiadała 30 łanów większych, czyli ok. 504 ha.
Miejscową parafię wymieniono w sprawozdaniu z poboru świętopietrza, sporządzonym przez archidiakona opolskiego Mikołaja Wolffa w 1447 roku (pod nazwą Wyeschowa). Na podstawie wysokości opłaty w owym sprawozdaniu liczbę ówczesnych parafian oszacować można na 128 (przy czym parafia mogła być kilkuwioskowa).

## Kościół i miejsca kultu religijnego
Znajduje się tutaj kościół Trójcy Świętej, wybudowany w latach 1896–1908 w miejscu kościoła barokowego. Jest on kościołem parafialnym parafii Trójcy Świętej w Wieszowie. W północno-wschodniej części miejscowości znajduje się źródełko św. Jana Sarkandra, które według legendy wytrysnęło podczas jego pielgrzymki na Jasną Górę. Miejsce to zwane jest przez mieszkańców Jędrychówką.

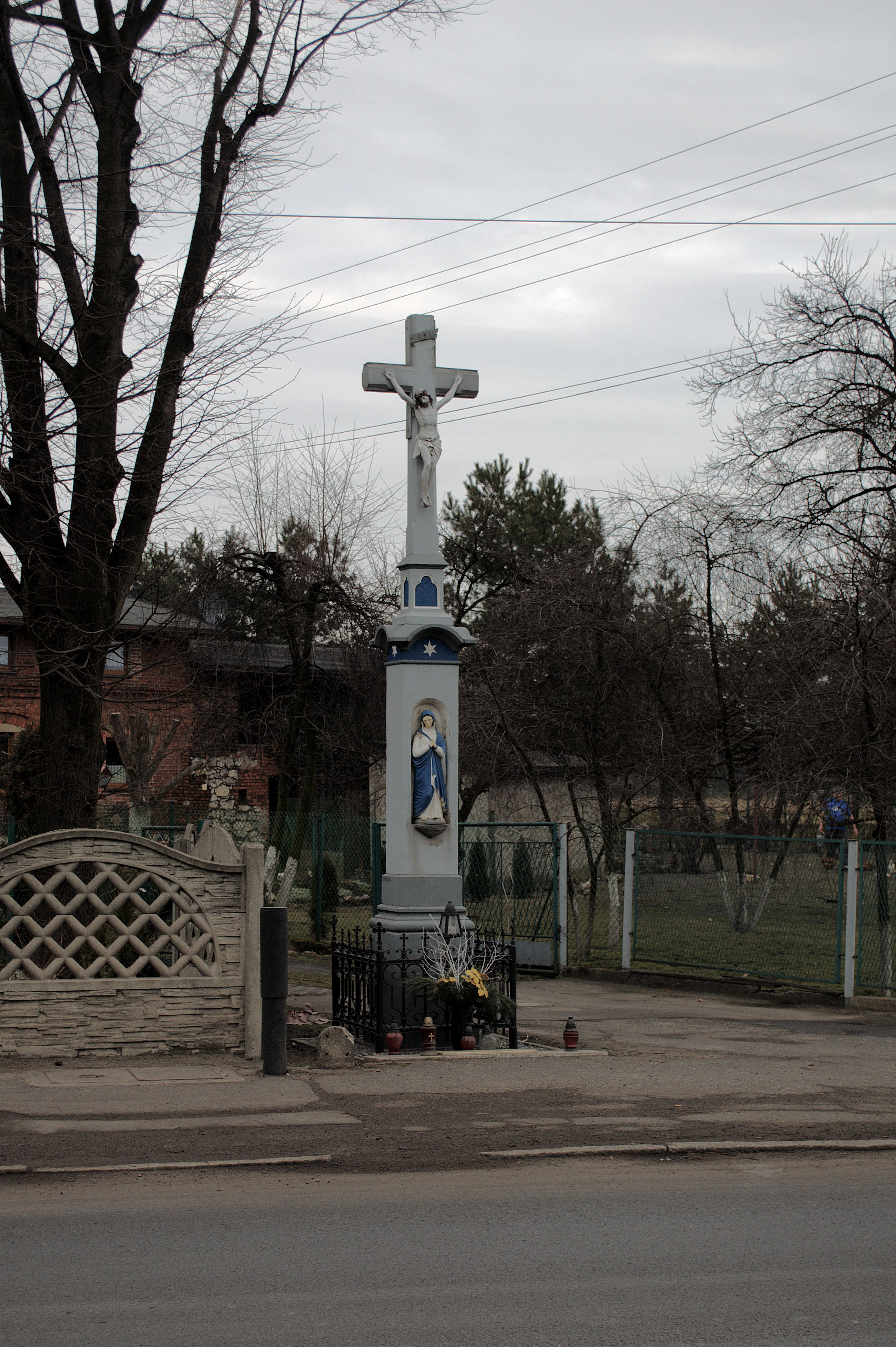
Przydrożny krzyż w Wieszowie

## Pałac
W miejscowości znajduje się pałac wzniesiony w XVII wieku dla Grotowskich. Od 1839 roku należał do Henckla von Donnersmarcka.

## Transport

### Drogowy
Przez centrum Wieszowy przebiega droga krajowa nr 94 (ul. Bytomska), a przez wschodnią część wsi – droga krajowa nr 78 (ul. Tarnogórska). W Wieszowie swój przebieg ma również autostrada A1; węzeł Zabrze Północ znajduje się częściowo na terenie wsi (choć jego skrzyżowanie z DK78 jest już po zabrzańskiej stronie granicy).
Na terenie Wieszowy kursują linie autobusowe organizowane przez Zarząd Transportu Metropolitalnego. W centrum wsi (wzdłuż ulicy Bytomskiej) kursują cztery linie:
- linia 134 wykonuje kursy w kierunku północnym do Tarnowskich Gór, przez sołectwa Zbrosławice i Ptakowice;
- linie 132 i 184, a także linia 20 w kursach wariantowych, kursują na wschód do Bytomia, przez zabrzańską dzielnicę Rokitnica i bytomskie Miechowice. Te dwie ostatnie linie kursują również w kierunku zachodnim do Pyskowic, przez sołectwa: Boniowice, Karchowice i Zawadę[21]. Większość kursów linii 132 rozpoczyna lub kończy bieg na pętli w Wieszowie, jednak wybrane kursy w dni robocze wydłużone są do szkoły w Boniowicach.

Ponadto, wzdłuż ulicy Tarnogórskiej kursuje linia 112, łącząca Tarnowskie Góry (przez Górniki) z Gliwicami (przez sołectwa Świętoszowice i Szałszę).

### Szynowy
Do lat 80. XX wieku na terenie wsi istniała linia tramwajowa, która łączyła ją z Bytomiem. Połączenie zostało zlikwidowane w 1983 roku.
Do końca lat 90. czynna była także linia kolejowa nr 178 (Zabrze Mikulczyce – Tworóg), przebiegająca przez południowo-zachodnią część miejscowości. Stacja kolejowa w Wieszowie znajdowała się przy ulicy Dworcowej, w pobliżu obecnego przystanku autobusowego Wieszowa Pętla.

## Znani ludzie związani z miejscowością
- W Wieszowie urodził się historyk śląski oraz działacz kulturalno-oświatowy Józef Piernikarczyk[22].